# خالد القليبي
خالد القليبي (المولود 2 مايو 1986) سباح عماني متخصص في السباحة الحرة وسباق الماراثون والمياه المفتوحة.
مثَّلَ دولة عمان في دورة الألعاب الأولمبية الصيفية 2000 عندما كان يبلغ من العمر 14 عامًا. وأصبح في وقت لاحق سباح مياهٍ مفتوحة في بطولة العالم للألعاب المائية 2011.

## روابط خارجية
- خالد القليبي على موقع الاتحاد الدولي للسباحة (الإنجليزية)
- خالد القليبي على موقع أوليمبيديا (الإنجليزية)